# Neu-Anspach
Neu-Anspach település Németországban, Hessen tartományban. Lakosainak száma 14 359 fő (2023. december 31.).

## Népesség
A település népességének változása:
| Lakosok száma | 15 276 | 14 704 | 14 618 | 14 439 | 14 512 | 14 359 |
|               | 2011   | 2017   | 2019   | 2021   | 2022   | 2023   |